# David Berman
David Berman (Tarzana, 1 de noviembre de 1973) es un actor estadounidense, conocido por su participación en la serie de televisión CSI: Crime Scene Investigation donde interpretó al asistente médico forense David "Super Dave" Phillips. 

## Carrera
David se unió al elenco de la serie CSI: Crime Scene Investigation donde interpretó al asistente del médico forense David Phillips. Al inicio fue como personaje recurrente, pero a partir de la décima temporada, Berman fue promovido a personaje principal, apareciendo en los créditos de apertura de la serie. Detrás de las cámaras, actúa también como investigador principal en el programa, manteniendo una larga lista de contactos a fin de verificar los hechos, los procedimientos de investigación y las tecnologías.
En el 2006 apareció en siete episodios de la cancelada serie de televisión Vanished, como el agente Edward Dockery.
En el episodio Homecoming de la serie Héroes, apareció su nombre en la lista, e interpretó a Brian Davis en el siguiente episodio, Six months ago. En 2009 apareció en la primera temporada en el episodio 2 de la serie Drop Dead Diva, como un agente judicial que estaba saliendo con la protagonista.
Su hermano Josh Berman es un coproductor del programa.